# 汪冰石
汪冰石（1918年—2003年），男，安徽怀远人，中华人民共和国政治人物，曾任中共徐州市委书记，江苏省人民政府副省长，中共南京市委第一书记，江苏省人大常委会副主任，第六届全国人大代表。